# Білоносова (Каменський міський округ)
Білоно́сова (рос. Белоносова) — присілок у складі Каменського міського округу Свердловської області.
Населення — 198 осіб (2010, 229 у 2002).
Національний склад станом на 2002 рік: росіяни — 91 %.